# Jeler
Jeler je priimek v Sloveniji, ki ga je po podatkih Statističnega urada Republike Slovenije na dan 1. januarja 2010 uporabljalo 138 oseb.

## Znani nosilci priimka
- Eva Jeler (*1953), namiznoteniška igralka
- Slava Jeler (*1931), strokovmnjakinja za tekstilno kemijo, univ. profesorica